# Alinor Azevedo
Alinor Albuquerque Azevedo (Río de Janeiro, Brasil, 1914 - 1974), conocido simplemente como Alinor Azevedo, fue un periodista y guionista brasileño. 

## Biografía
Inició su carrera periodística en diarios como A Manhã y O Jornal, y trabajó para la cadena de televisión Rede Globo. En 1941 fundó la productora Atlântida Cinematográfica junto a Moacir Fenelon y los hermanos Paulo y José Carlos Burle, entre otros, con el fin de promover el cine brasileño. Debutó en el cine con la película Moleque Tião (1943), basada en un reportaje de Samuel Wainer sobre Grande Otelo.

## Filmografía
- Moleque Tião (1943)
- 24 Anos de Lutas (1945)
- Não Adianta Chorar (1945)
- Luz dos Meus Olhos (1947)
- Asas do Brasil (1947)
- Terra Violenta (1948)
- Falta Alguém no Manicômio (1948)
- Também Somos Irmãos (1949)
- O Caçula do Barulho (1949)
- Carnaval no Fogo (1949)
- Não É Nada Disso (1950)
- Katucha (1950)
- Aviso aos Navegantes (1950)
- A Sombra da Outra (1950)
- Milagre de Amor (1951)
- Maior Que o Ódio (1951)
- Tudo Azul (1952)
- É Fogo na Roupa (1952)
- Com o Diabo no Corpo (1952)
- Balança Mas Não Cai (1953)
- A Família Lero-Lero (1953)
- Na Senda do Crime (1954)
- Carnaval em Marte (1955)
- Colégio de Brotos (1955)
- Depois Eu Conto (1956)
- Na Corda Bamba (1958)
- Com Minha Sogra em Paquetá (1960)
- Cidade Ameaçada (1960)
- Assalto ao Trem Pagador (1962)
- Sol Sobre a Lama (1963)
- Um Ramo para Luíza (1965)